# Giovanni Veneroni
Giovanni Veneroni, né en 1642 à Verdun et mort à Paris le 27 juin 1708, est un linguiste et un grammairien français.
Supposé natif de Verdun, Giovanni Veneroni aurait italianisé son nom afin de se faire passer pour Florentin à son arrivée dans capitale française. Il connut de grands succès comme maître d'italien, et devint secrétaire et interprète du roi. Il publia un dictionnaire italien-français et français-italien intitulé Dictionnaire italien et françois (1681), et une Grammaire italienne (1710), qui ont longtemps été considérés comme des ouvrages de référence et ont connu plusieurs rééditions augmentées par des continuateurs.

## Biographie
Ayant fait une étude particulière de la langue italienne, il se la rendit tellement propre, qu’il réussit à tromper, même sur son origine, les hommes les plus instruits. Après avoir italianisé son nom, il vint à Paris, où il se donna pour Florentin et se fit annoncer comme maître d’italien. La pureté de son langage et la clarté de ses principes lui procurèrent bientôt un grand nombre d’élèves. On le regarde, à bon droit, comme un des auteurs de ce temps-là qui, par la facilité de leur style, ont le plus contribué à répandre en France le goût de la littérature italienne. Il fut secrétaire-interprète du roi. Les époques précises de sa naissance et de sa mort ne sont pas connues ; mais, d’après les dates des diverses publications de ses ouvrages, on a lieu de conjecturer qu’il a fourni une assez longue carrière.

## Œuvres
Giovanni Veneroni traduisit en français les Lettres de Giovan Francesco Loredan, poète et littérateur Vénitien, Bruxelles, 1708, in-12, et les Lettres du cardinal Guido Bentivoglio. Il publia ensuite une traduction italienne de Fables choisies tirées de divers auteurs français, accompagnées du texte, et dont il parut en même temps une autre version allemande par Nickisch, Augsbourg, 1709, in-4°, fig. de Kraus. Ces ouvrages furent très-utiles, en ce qu’ils facilitèrent l’étude de la langue italienne aux jeunes Français. Mais les productions les plus importantes de Veneroni, celles qui ont consacré son nom à la reconnaissance des philologues, sont : 
- Le Maître italien, in- 12, 1710, grammaire dont on a fait successivement tant d’éditions en différents formats. On a prétendu que ce livre était du fameux Roselli, dont on a imprimé les aventures en forme de roman, et qui, lors de son passage en France, l’aurait vendu pour une modique somme à Veneroni : celui-ci l’aurait publié sous son nom, en y ajoutant seulement quelque chose à son gré. Mais ce récit ne mérite aucune croyance.
- Dictionnaire italien-français et français-italien, in- 4°, 1708 , dont Placardi donna, en 1709, une nouvelle édition révisée, Paris, 1 vol. in-4°. Il a été effacé par celui d’Alberti, qui est à-la-fois plus clair et plus abondant ; mais il a eu du moins le mérite d’ouvrir la route difficile que celui-ci a parcourue depuis avec tant de succès.
- Dictionnaire-Manuel en quatre langues, français, italien, allemand et russe, Moscou, 1771, in-8°. Le privilège pour l’impression du Maître italien dans sa dernière perfection, nouvellement revu, corrigé et augmenté, est du 15 janvier 1708 la quinzième édition de cette Grammaire, qui n’était d’abord qu’un petit in-12, est de Lyon 1778, in-8°, revue sur les éditions données par Minazio et Charles Placardi. Parmi les autres qui ont paru depuis y il faut distinguer celle de Gattel, augmentée des italicismes, des synonymes italiens, d’un traité de la poésie italienne, d’un vocabulaire poétique, etc., Lyon, 1803, in-8°.

## Dizionario imperiale
- Dizionario imperiale, Francfort-sur-le-Main, J. D. Zunner, 1700.

réimpression anastatique de cette première édition quadrilingue, avant-propos de Marco Baggiolini et préface de Carlo Ossola, Sala Bolognese, Arnaldo Forni Editore, 2011, en deux volumes (tome I : italien ; tome II : français-allemand-latin), 2042 p.

## Sources partielles
- « Veneroni (Jean Vigneron connu sous le nom de) », dans Louis-Gabriel Michaud, Biographie universelle ancienne et moderne : histoire par ordre alphabétique de la vie publique et privée de tous les hommes avec la collaboration de plus de 300 savants et littérateurs français ou étrangers, 2e édition, 1843-1865 [détail de l’édition]

Cet article comprend des extraits du Dictionnaire Bouillet. Il est possible de supprimer cette indication, si le texte reflète le savoir actuel sur ce thème, si les sources sont citées, s'il satisfait aux exigences linguistiques actuelles et s'il ne contient pas de propos qui vont à l'encontre des règles de neutralité de Wikipédia.